# ドミニカ・ソボルスカ＝タラソバ
ドミニカ・ソボルスカ＝タラソバ（Dominika Sobolska-Tarasova、1991年12月3日 - ）は、ベルギー出身でポーランドに帰化した女子バレーボール選手。ポジションはミドルブロッカー。元ベルギー代表。

## 来歴
- クラブチーム

Menen出身。2008年、Topsportschool Vilvoordeに入団。2009年、ポーランドのImpel Gwardia Wrocławに移籍し、3年間プレーした。2012年、チェミック・ポリツェへ移籍し、2013/14シーズンのオーレンリーガで優勝を果たした。2014年、MKS Dąbrowa Górniczaへ移籍し、1年間プレーした。2015年、イタリアのPromoball Volleyballへ移籍し、2015/16シーズンのセリエA1リーグに出場。イタリアカップで3位となった。2016年、2季ぶりにポーランドのMKS Dąbrowa Górniczaへ復帰し、2016/17シーズンのオーレンリーガで5位となった。2017年6月、BKSスタル・ビェルスコ＝ビャワへ移籍することが発表され、1年間プレーした。2018年8月、トルコのÇanakkale Belediyesporへ移籍し、2018/19シーズンのトルコリーグ、トルコカップに出場した。2020年7月、ルーマニアのCSM Târgovișteとの契約が発表され、2020/21シーズンはルーマニアリーグで優勝に貢献した。2021年7月、トルコのニルフェル・ベレディイェスポルへの移籍が発表され、1年間プレーした。2022年7月、ポーランドのPGE・グロット・ブドフラニ・ウッチへ移籍し、2022/23シーズンのタウロンリーガで3位となった。2023年6月、イタリアのUYBA Volley ブスト・アルシーツィオへ移籍し、2023/24シーズンのセリエA1リーグに出場した。2024年6月、PGE・グロット・ブドフラニ・ウッチへ復帰することが決まった。
- 代表チーム

アンダーカテゴリーの代表として2007年、U-19世界選手権に出場し6位となった。2016年、シニアにベルギー代表に初選出され、同年のモントルーバレーマスターズに出場した。2019年、ベルギー代表としてネーションズリーグ、東京五輪大陸間予選、欧州選手権に出場した。2021年、ネーションズリーグ、欧州選手権に出場した。

## 人物
- 2023年12月、FIVBはスポーツ国籍をベルギーからポーランドへ変更することに同意した[9]。

## 球歴
- オリンピック予選 - 2019年
- 欧州選手権 - 2019年、2021年
- ネーションズリーグ - 2019年、2021年

## 所属クラブ
- Topsportschool Vilvoorde（2008-2009年）
- Impel Gwardia Wrocław（2009-2012年）
- チェミック・ポリツェ（2012-2014年）
- MKS Dąbrowa Górnicza（2014-2015年）
- Promoball Volleyball（2015-2016年）
- MKS Dąbrowa Górnicza（2016-2017年）
- BKSスタル・ビェルスコ＝ビャワ（2017-2018年）
- Çanakkale Belediyespor（2018-2019年）
- Polisportiva Filottrano Pallavolo（2019-2020年）
- CSM Târgoviște（2020-2021年）
- ニルフェル・ベレディイェスポル（2021-2022年）
- PGE・グロット・ブドフラニ・ウッチ（2022-2023年）
- UYBA Volley ブスト・アルシーツィオ（2023-2024年）
- PGE・グロット・ブドフラニ・ウッチ（2024-）